# Monica Aksamit
Monica Aksamit, född 18 februari 1990, är en amerikansk fäktare som tävlar i sabel.
Aksamit blev olympisk bronsmedaljör i lagtävlingen i sabel vid sommarspelen 2016 i Rio de Janeiro.